# Rot-Weiss Essen
Maillots
Actualités
Le Rot-Weiss Essen est un club allemand de football basé à Essen.

## Historique
- 1907 : fondation du club sous le nom de SV Vogelheim
- 1910 : le club est renommé SuS Emscher
- 1918 : le club est renommé Spiel und Sport 1912 Vogelheim
- 1923 : le club est renommé Rot-Weiss Essen
- 1943 : fusion avec le BV Altenessen et le Ballfreunde Bergeborbeck en SG Essen
- 1945 : la fusion est révoquée et le club reprend le nom de SC Rot-Weiß Essen
- 1955 : 1e participation à la Coupe d'Europe des clubs champions (Saison 1955-1956)
- 1966 : 1e participation à la Bundesliga (Saison 1966-1967)

## Palmarès
- Championnat d'Allemagne
  - Champion : 1955

- Coupe d'Allemagne
  - Vainqueur : 1953
  - Finaliste : 1994

## Joueurs et personnalités du club

### Entraîneurs
- Schwab (1948-49)
- Hohmann (1949-54)
- Szepan (1954-56)
- Schwartz (1956-57)
- Schwab (1957-59)
- Multhaup (1959-61)
- Hentschke (1961)
- Brockmann (1961-63)
- Harthaus (1963-65)
- Pliska (1965)
- Ribbeck (1967-68)
- Klötzer (1968-69)
- Vordenbäumen (1969)
- Burdenski (1969-71)
- Vordenbäumen (1971)
- Bédl (1971-72)
- Witzler (1972-73)
- Ferner (1973-75)
- Horvat (1975-76)
- Erlhoff (1976-78)
- Quinkert (1978)
- Ferner (1978-79)
- Schafstall (1979-81)
- Mandziara (1981-83)
- Bock (1983)
- Bédl (1983-84)
- Schacht (1984)
- Melzig (1984)
- Tartemann (1984-86)
- Hrubesch (1986-87)
- Neururer (1987)
- Franz (1987)
- Buchmann (1987-88)
- Melzig (1988)
- Neues (1988-89)
- Moors (1989-91)
- Röber (1991-1993)
- Frank (1993-95)
- Gores (1995-97)
- Brei (1997-98)
- Lippens (1998)
- Tartemann (1998-99)
- Berge (1999)
- Fuchs (1999)
- Berge (1999-01)
- Kurth (2001)
- Pless (2001-03)
- Fach (2003)
- Gelsdorf (2003-05)
- Neuhaus (2005-06)
- Janßen (2006)
- Köstner (2006-07)
- Bonan (2007-08)
- Kulm (2008-09)
- Middendorp (2009)
- Strunz (2009)
- Erkenbrecher (2009-10)
- Wrobel (2010-14)
- Fascher (2014-15)
- Reiter (2015)
- Siewert (2015-16)
- Demandt (2016-17)
- Giannikis (2017-18)
- Neitzel (2018-19)
- Titz (2019-20)
- Neidhart (2020-22)
- Nowak (2022)
- Dabrowski (2022-2024)
- Uwe Koschinat (depuis 2024)

### Joueurs emblématiques
- Mario Basler
- Manfred Burgsmüller
- Fritz Herkenrath
- Horst Hrubesch
- Heinrich Kwiatkowski
- Helmut Rahn
- Frank Mill
- Mesut Özil
- Barış Özbek
- Peter Dietrich
- Dan Ekner

## Structure du club

### Sponsors
| Période   | Équipementier      | Sponsor                | Branche          |
| --------- | ------------------ | ---------------------- | ---------------- |
| 1976–1977 | Hummel             | Deichmann              | Chaussures       |
| 1977–1978 | Hummel             | hairmatic              | Coiffure         |
| 1976–1982 | Hummel             | erdgas                 | Gaz              |
| 1982–1984 | Pony International | erdgas                 | Gaz              |
| 1984–1987 | Puma               | Schossau               |                  |
| 1987–1991 | Puma               | Renault                | Automobile       |
| 1992–1993 | Masita             | Marlo USA-Reisen       | Agence de voyage |
| 1993–1995 | Masita             | Renault                | Automobile       |
| 1995–1996 | Asics              | Renault                | Automobile       |
| 1996–1998 | Asics              | natürlich essen        |                  |
| 1998–2000 | Adidas             | Carat                  |                  |
| 2000-2001 | FAN World          | Yello Strom            | Energie          |
| 2001-2004 | Nike               | RWE                    | Energie          |
| 2004-2007 | Nike               | steag                  | Energie          |
| 2007-2008 | Nike               | Evonik                 | Chimie           |
| 2008-2014 | Nike               | Sparkasse Essen        | Banque           |
| 2014–2017 | Puma               | Sparkasse Essen        | Banque           |
| 2017–2019 | Jako               | XTiP                   | Pari sportif     |
| 2019-2022 | Jako               | HARFID                 | Immobilier       |
| 2023      | Jako               | Deutsche Saatgut       | Agriculture      |
| 2023-     | Jako               | Ifm-Unternehmensgruppe | Industrie        |